# Norbert Trandafir
Norbert Trandafir (ur. 8 lutego 1988 w Târgu Mureș) – rumuński pływak, specjalizujący się głównie w stylu dowolnym.
Brązowy medalista Mistrzostw Europy 2012 na dystansie 100 m stylem dowolnym. Wicemistrz Uniwersjady z Shenzhen na 100 m stylem dowolnym. 
Uczestnik Letnich Igrzysk Olimpijskich 2008 oraz 2012.